# Hans Pont

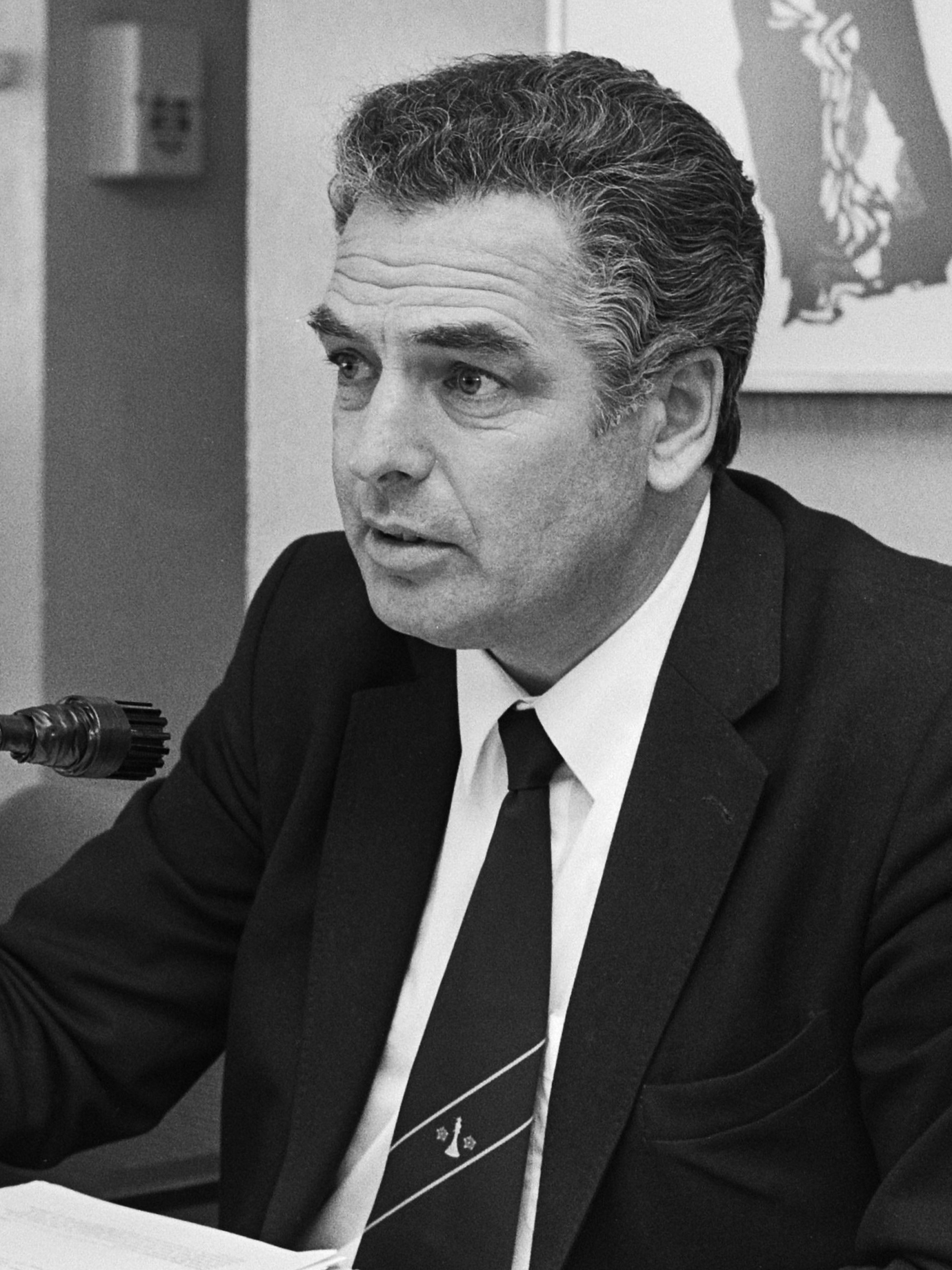
Hans Pont (1985)

Hans Pont (Leiden, 12 augustus 1938 – Rijswijk, 1 juni 2017) was van 1986 tot 1988 voorzitter van de Nederlandse werknemersvereniging FNV.

## Biografie
Hans Pont ging naar de HBS op het Christelijk Lyceum in Alphen aan den Rijn; vervolgens volgde hij een opleiding landmeetkunde. In 1967 trad hij in dienst bij de Algemene Bond van Ambtenaren (ABVA), werd in 1970 lid van de raad van bestuur, en in 1974 bondssecretaris van de ABVA. In 1986 volgde hij Wim Kok op als voorzitter van de FNV. In 1988 maakte hij, na een verzoek van toenmalig minister Kees van Dijk, de overstap naar de overheid en werd directeur-generaal Management en Personeelsbeleid op het Ministerie van Binnenlandse Zaken. Hiermee kwam hij aan 'de andere kant' van de cao-onderhandelingstafel te zitten, wat enige opschudding veroorzaakte. Bij de FNV werd hij opgevolgd door Johan Stekelenburg.
Na een voorzitterschap van de Haagse Schaakbond, was hij van 1989 tot 1992 voorzitter van de Koninklijke Nederlandse Schaakbond (KNSB).
In 1994 werd Pont directeur-generaal Milieubeheer op het toenmalige ministerie van Volkshuisvesting, Ruimtelijke Ordening en Milieubeheer en in 2000 directeur-generaal van het Rijksinstituut voor Volksgezondheid en Milieu. Na zijn pensionering in 2002 was hij van 2004 tot 2006 voorzitter van de Nederlandse Bond voor Pensioenbelangen. Hij maakte deel uit van diverse onderzoekscommissies, en een commissie onder zijn leiding rapporteerde in 2004 over de tekortschietende interne organisatie van de Inspectie voor de Gezondheidszorg.
Pont was Officier in de Orde van Oranje-Nassau.